# San Nazzaro Val Cavargna
San Nazzaro Val Cavargna es una localidad y comune italiana de la provincia de Como, región de Lombardía, con 370 habitantes.

## Evolución demográfica
| Gráfica de evolución demográfica de San Nazzaro Val Cavargna entre 1861 y 2001 |
|                                                                                |
| Fuente ISTAT - elaboración gráfica de Wikipedia                                |